# Петля (роман)
«Петля» (яп. ループ Ру:пу) — роман Кодзи Судзуки, третий в серии Звонок. Имеет собственный сюжет, лишь тематически ссылаясь на предыдущие части. Вышел 31 января 1998 года, в день выхода экранизации Звонка.

## Сюжет
Действие происходит в далёком будущем. Мир охвачен эпидемией вируса метастазного рака. Каору Футами отправляется в путешествие по американской пустыне, чтобы найти лекарство от вируса и спасти свою возлюбленную Рэйко. Он узнаёт о проекте «Петля». Это созданный учёными виртуальный мир, где и происходило действие предыдущих книг. Каору выясняет, что он является клоном человека из Петли, Рюдзи Такаямы. Вместе с Рюдзи в реальный мир из Петли проник RING-вирус, мутировавший в вирус метастазного рака. В подземной лаборатории Каору знакомится с учёным, который предлагает Каору вернуться в Петлю и достать там вакцину. Чтобы спасти мир, Каору соглашается. В Петле он рождается у Садако Ямамуры. Найдя вакцину, он смотрит в небо и оставляет послание для Рэйко, в котором говорит, что любит её.

## Реакция
Роман получил в основном негативную реакцию критиков и зрителей. Его ругали за отсутствие составляющей триллера, затянутое развитие событий и слабую связь с предшественниками.

## Русский перевод
Также как Звонок и Спираль, русский перевод романа опубликован в 2005 г. петербургским издательством «Амфора» под двойным названием «Звонок 3 (Петля)», чтобы сохранить узнаваемость для зрителей. Перевод с японского выполнил С. Зубков. Затем роман был перевыпущен в сборнике всей серии «Мир Звонка».